# Australopithecus africanus
Australopithecus africanus (Dart, 1925) è una specie estinta di ominide del genere Australopithecus, vissuta in Africa tra 3 e 2 milioni di anni fa.
Reperti fossili sono stati trovati in Sudafrica, a Taung (1924), Sterkfontein (1935), Makapansgat (1948) e Gladysvale (1992).

## Ritrovamenti

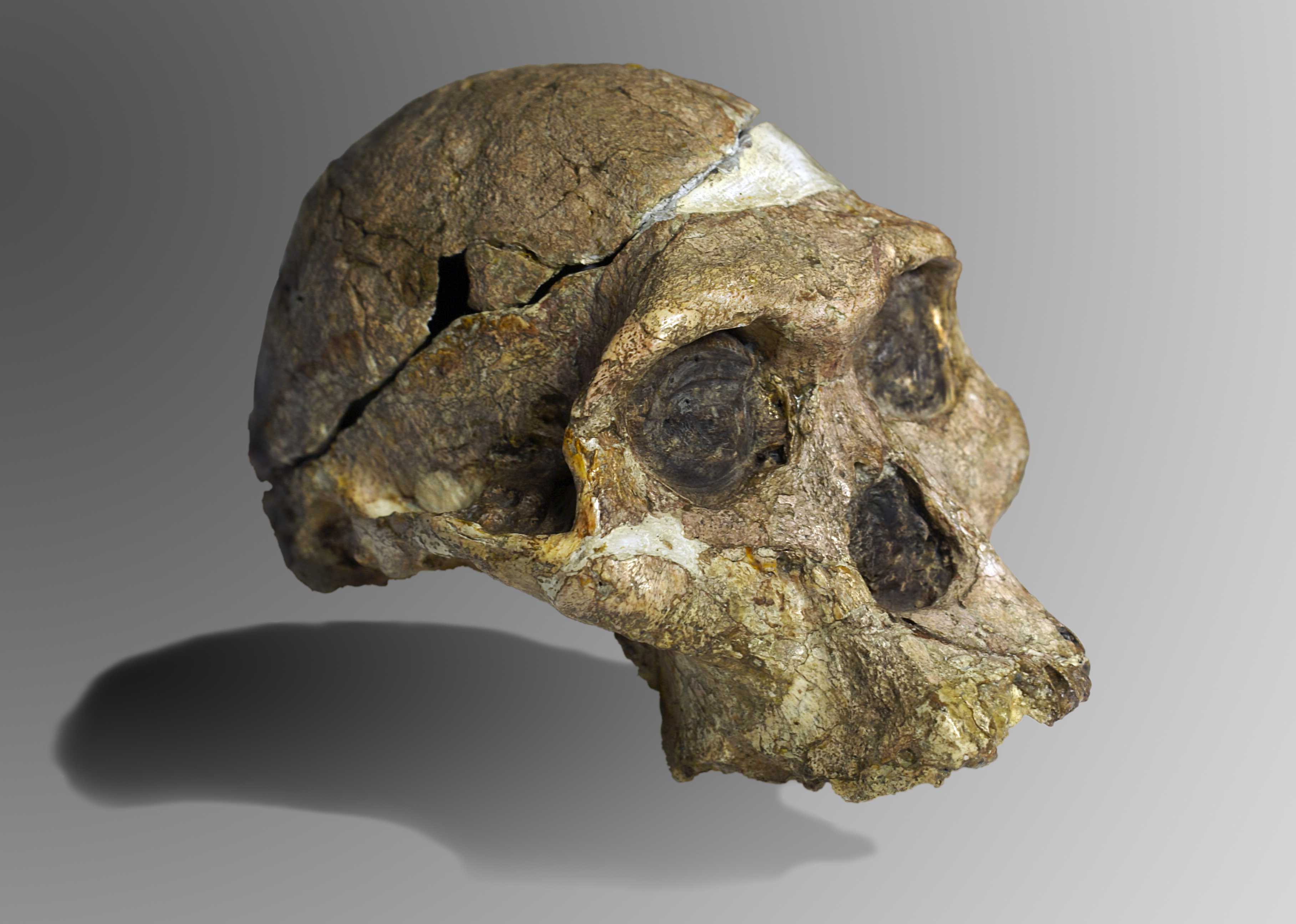
Il teschio di "Mrs. Ples", il primo esemplare adulto di Australopithecus africanus scoperto. Museo del Transvaal, Pretoria

Molto prima che Donald Johanson e Meave Leakey incominciassero la loro opera di paleoantropologi in Africa, Raymond Dart e Robert Broom avevano scoperto la specie di ominidi nota come Australopithecus africanus.
La prima scoperta fu fatta nel 1924 a Taung in Sudafrica. Il "Bambino di Taung" era un cranio fossile completo di mascelle e di denti. L'età di questo fossile venne stimata tra i 2 e i 3 milioni di anni. I denti dimostrano che si tratta di un bambino di 5 o 6 anni, ma considerando che gli umani maturano meno velocemente forse ne aveva soltanto 3. Il volume del cervello era di 410 cc e da adulto poteva arrivare a 440 cc. Il cranio era molto arrotondato mentre i canini erano piccoli, distinguendosi dalle scimmie. La posizione più avanzata del foro occipitale, che nelle scimmie è situato dietro la testa, fece supporre a Raymond Dart che questa specie fosse bipede. Nonostante la fama raggiunta dalla scoperta, la sua interpretazione venne rifiutata dalla comunità scientifica fino alla metà degli anni quaranta, quando vennero scoperti fossili simili.
Nel 1936 Robert Broom rinvenne a Sterkfontein il secondo fossile di questa specie. La scoperta consisteva in parte delle ossa del volto, della mascella superiore e frammenti della scatola cranica. Prima di essere riconosciuto come Australopithecus africanus questo esemplare venne chiamato Plesianthropus transvaalensis, ossia "prossimo all'uomo".
L'opera di ricerca di Broom a Sterkfontein continuò e nel 1947 scoprì Mrs Ples, che, a dispetto del nome, era un maschio adulto risalente a 2.5 milioni di anni. Il teschio era in buone condizioni e il volume del cervello era di 485 cc. Nello stesso anno Broom e J.T. Robinson trovarono una colonna vertebrale quasi completa, l'osso pelvico, diversi frammenti di costole e parte di un femore di un esemplare adulto di femmina molto piccolo (un esempio di dimorfismo sessuale), datati 2,5 milioni di anni. L'osso pelvico è più allungato rispetto a quello delle scimmie, costituendo un'altra prova del bipedismo di queste specie.
I reperti fossili indicherebbero che l'A. africanus era decisamente più moderno dell'Australopithecus afarensis, con un cranio di forma più vicina a quella umana che avrebbe permesso un cervello più grande e un aspetto facciale più umanoide. Tuttavia Lee Berger, studiando l'articolazione del ginocchio, si è convinto che l'andatura di A. africanus fosse più vicina al modello delle scimmie antropomorfe di quella di Lucy e ha così respinto l'idea che Australopithecus afarensis abbia dato origine ad'A. africanus.

## Note

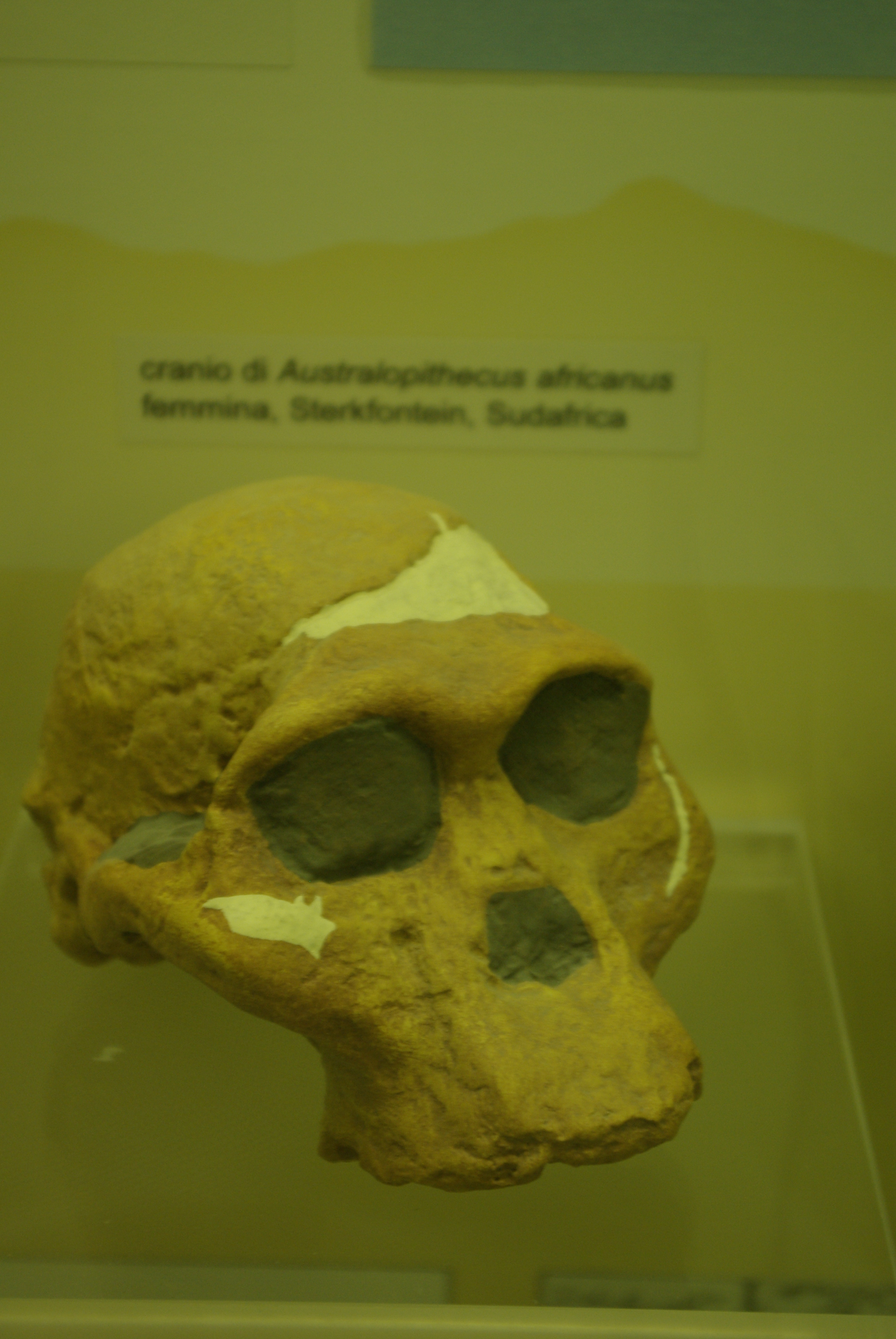
Calco del cranio